# Atlanta Hawks 2012-2013
La stagione 2012-13 degli Atlanta Hawks fu la 64ª nella NBA per la franchigia.

## Scelta draft
| Giro | Chiamata | Giocatore    | Ruolo | Nazionalità | College/Club       |
| ---- | -------- | ------------ | ----- | ----------- | ------------------ |
| 1    | 23       | John Jenkins | G     | Stati Uniti | Vand. Commodores   |
| 2    | 43       | Mike Scott   | AG    | Stati Uniti | Virginia Cavaliers |

### Arrivi/partenze
Mercato e scambi avvenuti durante la stagione:
Arrivi
| N° | Naz.                   | Ruolo | Sportivo          |      | Alt. |     |
| -- | ---------------------- | ----- | ----------------- | ---- | ---- | --- |
| 10 | Francia (bandiera)     | C     | Johan Petro       | 1986 | 213  | 112 |
| 12 | Stati Uniti (bandiera) | G     | John Jenkins      | 1991 | 193  | 100 |
| 22 | Stati Uniti (bandiera) | G     | Anthony Morrow    | 1985 | 196  | 95  |
| 23 | Stati Uniti (bandiera) | P     | Lou Williams      | 1986 | 188  | 89  |
| 26 | Stati Uniti (bandiera) | AP    | Kyle Korver       | 1981 | 201  | 96  |
| 32 | Stati Uniti (bandiera) | G     | Mike Scott        | 1988 | 203  | 108 |
| 34 | Stati Uniti (bandiera) | P     | Devin Harris      | 1983 | 191  | 84  |
| 92 | Stati Uniti (bandiera) | G     | DeShawn Stevenson | 1981 | 196  | 99  |

Partenze
| N° | Naz.                   | Ruolo | Sportivo            |      | Alt. |     |
| -- | ---------------------- | ----- | ------------------- | ---- | ---- | --- |
| 1  | Stati Uniti (bandiera) | AP    | Tracy McGrady       | 1979 | 203  | 95  |
| 2  | Stati Uniti (bandiera) | G     | Joe Johnson         | 1981 | 203  | 102 |
| 6  | Stati Uniti (bandiera) | G     | Kirk Hinrich        | 1981 | 191  | 96  |
| 7  | Stati Uniti (bandiera) | G     | Jannero Pargo       | 1979 | 185  | 79  |
| 24 | Stati Uniti (bandiera) | A     | Marvin Williams     | 1986 | 206  | 104 |
| 33 | Stati Uniti (bandiera) | G     | Willie Green        | 1981 | 193  | 91  |
| 34 | Stati Uniti (bandiera) | C     | Jason Collins       | 1978 | 213  | 116 |
| 42 | Stati Uniti (bandiera) | GA    | Jerry Stackhouse    | 1974 | 198  | 99  |
| 77 | Serbia (bandiera)      | A     | Vladimir Radmanović | 1980 | 208  | 103 |

### Roster
| N° | Naz.                       | Ruolo | Sportivo          | Anno | Alt. | Peso \|\| |
| -- | -------------------------- | ----- | ----------------- | ---- | ---- | --------- |
| 0  | Stati Uniti (bandiera)     | G     | Jeff Teague       | 1988 | 188  | 82        |
| 1  | Stati Uniti (bandiera)     | C     | Jeremy Tyler      | 1991 | 208  | 118       |
| 3  | Stati Uniti (bandiera)     | P     | Lou Williams      | 1986 | 188  | 79        |
| 4  | Stati Uniti (bandiera)     | A     | Anthony Tolliver  | 1985 | 203  | 109       |
| 5  | Stati Uniti (bandiera)     | A     | Josh Smith        | 1985 | 206  | 102       |
| 7  | Stati Uniti (bandiera)     | G     | Jannero Pargo     | 1979 | 185  | 79        |
| 8  | Stati Uniti (bandiera)     | G     | Shelvin Mack      | 1989 | 191  | 98        |
| 10 | Francia (bandiera)         | C     | Johan Petro       | 1986 | 213  | 112       |
| 12 | Stati Uniti (bandiera)     | G     | John Jenkins      | 1991 | 193  | 100       |
| 15 | Rep. Dominicana (bandiera) | C     | Al Horford        | 1986 | 208  | 111       |
| 22 | Stati Uniti (bandiera)     | G     | Anthony Morrow    | 1985 | 196  | 95        |
| 26 | Stati Uniti (bandiera)     | GA    | Kyle Korver       | 1981 | 201  | 96        |
| 27 | Georgia (bandiera)         | C     | Zaza Pachulia     | 1984 | 211  | 109       |
| 30 | Stati Uniti (bandiera)     | G     | Dahntay Jones     | 1980 | 198  | 95        |
| 32 | Stati Uniti (bandiera)     | AP    | Mike Scott        | 1988 | 203  | 108       |
| 34 | Stati Uniti (bandiera)     | P     | Devin Harris      | 1983 | 191  | 84        |
| 44 | Stati Uniti (bandiera)     | AG    | Ivan Johnson      | 1984 | 203  | 104       |
| 92 | Stati Uniti (bandiera)     | G     | DeShawn Stevenson | 1981 | 196  | 99        |

### Staff tecnico
- Allenatore: Larry Drew
- Vice-allenatori: Lester Conner, Bob Bender, Kenny Atkinson, Bob Weiss
- Vice-allenatore per lo sviluppo dei giocatori: Pete Radulovic
- Preparatore fisico: Jeff Watkinson
- Preparatore atletico: Wally Blase

## Stagione

### Classifica

#### Southeast Division
|    | Classifica        | V  | P  | %    | GB |
| -- | ----------------- | -- | -- | ---- | -- |
| 1. | Miami Heat        | 66 | 16 | 80,5 | -  |
| 2. | Atlanta Hawks     | 44 | 38 | 53,7 | 22 |
| 3. | Wash. Wizards     | 29 | 53 | 35,4 | 37 |
| 4. | Charlotte Bobcats | 21 | 61 | 25,6 | 45 |
| 5. | Orlando Magic     | 20 | 62 | 24,4 | 46 |